# Jutta Behrendt
Jutta Behrendt, född den 15 november 1960 i Berlin i Tyskland, är en östtysk roddare.
Behrendt studerade i Leipzig och hon var sedan anställd vid polisen. Hon vann fem guldmedaljer vid Världsmästerskapen i rodd. Hon var ledamot av Östtysklands Nationella olympiska kommitté och fram till 1993 av det förenade Tysklands kommitté. Under mitten av 1990-talet var hon tränare för Norges landslag i rodd.
Hon tog OS-guld i singelsculler i samband med de olympiska roddtävlingarna 1988 i Seoul.